# Princeps senatus
Il princeps senatus era il primo membro per precedenza del Senato romano; era il portavoce ufficiale e aveva il diritto di votare per primo, influenzando la votazione degli altri. Non era designato per nascita, né per età o per riconoscimento di servigi politici, ma solo per il riconoscimento di un suo personale, straordinario valore morale.
Quella di princeps senatus non era una carica a vita. Era scelto dai due censori ogni cinque anni. Vi è da aggiungere che un censore poteva confermare il precedente princeps senatus per ulteriori cinque anni. Doveva essere un patrizio. Questa carica comportava in ogni caso una notevole auctoritas, intesa sia come capacità morale di farsi rispettare dagli altri senatori, sia come carriera politica prestigiosa.
Con l'istituzione dell'Impero romano nel I secolo a.C., l'imperatore romano fu naturalmente il primo tra i membri del Senato: Augusto, quando ottenne per la prima volta la censura nel 28 a.C., si proclamò princeps senatus. Dal 27 a.C. i termini imperator e princeps divennero equivalenti, designando la massima carica, ossia quello del sovrano romano. Anche se non faceva parte del cursus honorum e non deteneva nessun imperium, questo incarico portava comunque prestigio enorme al senatore che lo deteneva.

## Mansioni
Questa carica venne istituita attorno al 275 a.C. In origine la posizione che ricopriva il princeps era di grande onore e rispetto: aveva il privilegio di parlare per primo davanti agli altri magistrati. Ciò gli conferiva una posizione di grande dignitas, potendo così impostare il tono del dibattito in Senato. Nel tardo periodo repubblicano e durante il principato, questa carica ottenne la prerogativa di presiedere le magistrature oltre ai poteri addizionali come:
- dichiarare apertura e chiusura delle sessioni di senato;
- decidere l'ordine del giorno;
- decidere dove la sessione dovesse avvenire;
- imporre l'ordine ed altre regole della sessione;
- ricevere, a nome del senato, le ambascerie dei paesi stranieri;
- scrivere il nome del senato, delle lettere e delle spedizioni.

A partire dall'80 a.C., si ritiene che lo stato e la funzione di questa carica mutò in seguito alla riforma costituzionale di Lucio Cornelio Silla. Benché rimanessero in vigore le vecchie condizioni e venisse menzionato al primo posto della lista dei senatori formulata dai censori, i suoi poteri furono limitati. In particolare, il fatto di poter parlare per primo durante un dibattito senatorio, decadde a vantaggio invece dei consoli designati.
In seguito alla caduta della Repubblica, l'Imperatore divenne egli stesso princeps senatus ed assunse il governo di tutto l'impero, cosicché da allora in poi il termine non indicava solo «il primo del Senato» ma anche «il primo tra i cittadini». Successivamente il titolo di princeps come capo supremo dello Stato cedette a quello di imperator e servì ad indicare i principi ereditari. Durante poi la crisi del III secolo, anche altri detennero questa carica, oltre all'imperatore: ad esempio il futuro imperatore Valeriano tenne questa carica nel 238, durante il regno di Massimino Trace e Gordiano I.

## Lista deiprincipes senatus
| Ritratto          | Nome                                                                                    | Mandato             | Mandato         |
| Ritratto          | Nome                                                                                    | Inizio              | Termine         |
| ----------------- | --------------------------------------------------------------------------------------- | ------------------- | --------------- |
|                   | Manio Valerio Massimo                                                                   | ?                   | ?               |
|                   | Marco Fabio Ambusto.                                                                    | ?                   | ?               |
|                   | Quinto Fabio Massimo Rulliano.                                                          | 275 a.C.            | 269 a.C.        |
|                   | Gaio Marcio Rutilo Censorino?                                                           | 269 a.C.            | 265 a.C.        |
|                   | Quinto Fabio Massimo Gurgite, figlio di Rulliano                                        | Nel o dopo 258 a.C. |                 |
|                   | Gneo Cornelio Blasione?                                                                 | 247 a.C.            | 241 a.C.        |
|                   | Gaio Duilio?                                                                            | 236 a.C.            | 230 a.C.        |
|                   | Manio Valerio Massimo Messalla?                                                         | 225 a.C.            | ?               |
|                   | Aulo Manlio Torquato Attico?                                                            | 220 a.C.            | ?               |
|                   | Marco Fabio Buteone.                                                                    | dal 216 a.C.        | ?               |
|                   | Quinto Fabio Massimo Verrucoso.                                                         | 209                 | 203 a.C.        |
|                   | Publio Cornelio Scipione Africano.                                                      | 199                 | 184/183 a.C.    |
|                   | Lucio Valerio Flacco.                                                                   | 184/183 a.C.        | 180 a.C.        |
|                   | Marco Emilio Lepido.                                                                    | 179                 | 153/152 a.C.    |
| Posizione vacante | Posizione vacante                                                                       | 153/152 a.C.        | 147 a.C.        |
|                   | Publio Cornelio Scipione Nasica Corculo.                                                | 147 a.C.            | ?               |
|                   | Publio Cornelio Scipione Nasica Serapione?                                              | ?                   | ?               |
|                   | Appio Claudio Pulcro.                                                                   | 136                 | 130 a.C.        |
|                   | Lucio Cornelio Lentulo Lupo.                                                            | 130 a.C.            | ?               |
|                   | Publio Cornelio Lentulo                                                                 | 125 a.C.            | ?               |
|                   | Marco Emilio Scauro.                                                                    | 115                 | 89 a.C.:        |
|                   | Lucio Valerio Flacco.                                                                   | dall'86 a.C.        | ?               |
|                   | Mamerco Emilio Lepido Liviano.                                                          | 70 a.C.             | ?               |
|                   | Quinto Lutazio Catulo                                                                   | ?                   | ?               |
|                   | Publio Servilio Vatia Isaurico                                                          | ?                   | ?               |
|                   | Marco Tullio Cicerone (non era patrizio)                                                | ?                   | 43 a.C.         |
|                   | sconosciuto                                                                             | 43 a.C.             | 28 a.C.         |
|                   | Augusto                                                                                 | 28 a.C.             | 14 d.C.         |
|                   | Tiberio                                                                                 | 19 agosto 14        | 16 marzo 37     |
|                   | Caligola Gaio Giulio Cesare Germanico                                                   | 18 marzo 37         | 24 gennaio 41   |
|                   | Claudio Tiberio Claudio Druso Nerone Germanico Tiberio Claudio Cesare Augusto Germanico | 24 gennaio 41       | 13 ottobre 54   |
|                   | Nerone Lucio Domizio Enobarbo Tiberio Claudio Druso Nerone Cesare Germanico Domiziano   | 13 ottobre 54       | 9 giugno 68     |
|                   | Galba Servio Sulpicio Galba                                                             | 9 giugno 68         | 15 gennaio 69   |
|                   | Otone Marco Salvio Otone                                                                | 15 gennaio 69       | 16 aprile 69    |
|                   | Vitellio Aulo Vitellio                                                                  | 16 aprile 69        | 22 dicembre 69  |
|                   | Vespasiano Tito Flavio Vespasiano Cesare Vespasiano Augusto                             | 1º luglio 69        | 23 giugno 79    |
|                   | Tito Tito Flavio Vespasiano                                                             | 24 giugno 79        | 13 settembre 81 |
|                   | Domiziano Tito Flavio Domiziano                                                         | 14 settembre 81     | 18 settembre 96 |
|                   | Nerva Marco Cocceio Nerva                                                               | 18 settembre 96     | 27 gennaio 98   |
|                   | Traiano Marco Ulpio Traiano Marco Ulpio Nerva Traiano                                   | 27 gennaio 98       | 8 agosto 117    |
|                   | Adriano Publio Elio Adriano Publio Elio Traiano Adriano                                 | 9 agosto 117        | 10 luglio 138   |
|                   | Antonino Pio Tito Aurelio Fulvo Boionio Arrio Antonino Tito Elio Adriano Antonino       | 10 luglio 138       | 7 marzo 161     |
|                   | Marco Aurelio Marco Annio Catilio Severo Marco Annio Vero Marco Aurelio Antonino        | 7 marzo 161         | 17 marzo 180    |
|                   | Commodo Marco Aurelio Commodo Antonino                                                  | 17 marzo 180        | 31 dicembre 192 |
|                   | Pertinace Publio Elvio Pertinace                                                        | 1º gennaio 193      | 28 marzo 193    |
|                   | Didio Giuliano Marco Didio Severo Giuliano                                              | 28 marzo 193        | 1º giugno 193   |
|                   | Valeriano Publio Licinio Valeriano                                                      | 238                 | 251             |
|                   | Pomponio Basso                                                                          | 269                 | ?               |
|                   | Marco Claudio Tacito                                                                    | 275                 | 276             |